# Hendrik Bentinck (1468-1538)
Hendrik Bentinck (Nijkerk, ca. 1468 - ?, 1538), bijgenaamd "de Beste", was een van de vroege telgen uit het geslacht Bentinck. Hij was rentmeester van de hertogelijke domeinen op de Veluwe (Speijk) en in 1505 afgevaardigde van Arnhem naar keizer Karel V.
Hendrik was de zoon van Margareta van Damme en (eveneens) Hendrik Bentinck, die al een belangrijke positie had verworven als rentmeester der Veluwe en onder andere geldschieter was voor hertog Karel.
Hendrik was getrouwd met Gerberich (Catharina) Leering (1481), dochter van Willem Leering. Haar naam wordt ook wel als Catharina Leerinck weergegeven. Samen met zijn vrouw worden zij onder andere van 1515-1520 vermeld in Zutphen. Zijn vrouw was in 1516 door een erfenis van haar broer Andries in het bezit gekomen van het nabij Zutphen gelegen Huis ‘t Velde en dus vrouwe van 't Velde.